# Arkholme-with-Cawood
Arkholme-with-Cawood is een civil parish in het bestuurlijke gebied Lancaster, in het Engelse graafschap Lancashire met 333 inwoners.

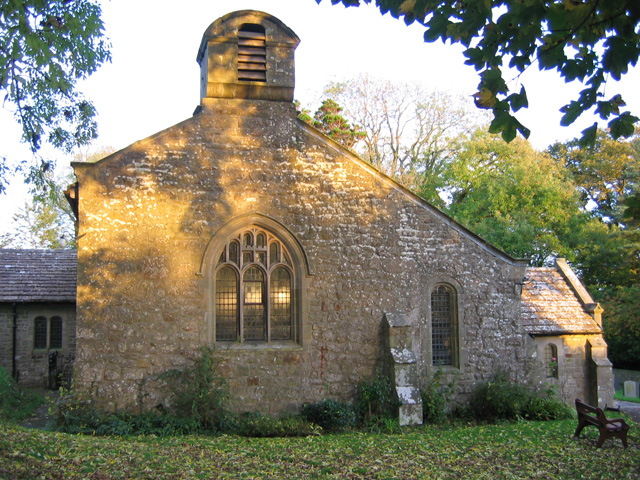